# Srnec sibiřský
Srnec sibiřský (Capreolus pygargus), též srnec východní, je druh srnce žijící v Asii a východní Evropě.

## Popis
Srnec sibiřský se celkově velmi podobá srnci obecnému. Je však poněkud větší, neboť dorůstá hmotnosti až 59 kg, světleji zbarvený a má silnější parůžky s více výsadami. V zimě má severní populace srst světle šedou, ale jejich jižní protějšky jsou šedavě hnědí. V létě je v obou případech srst načervenalá. Samci jsou mnohem větší než samice a mají na hlavě parůžky, které vždy na začátku zimy shazují a na jaře příštího roku jim narůstají nové.

## Výskyt
Vyskytuje se v severovýchodní Asii, v jižní části Sibiře, v pohoří Ťan-šan, v Mongolsku, Kazachstánu, na Kavkazu a ve východní Evropě.

## Ekologie
Obývá jehličnaté a smíšené lesy nebo horské louky. Způsobem života se neliší od srnce obecného, většinou žije samotářsky a spásá různé byliny, výhonky stromů a keřů, méně často trávu. Dožívá se obvykle 8–12 let, maximálně asi 14–18 let.

### Predátoři
Jeho přirození nepřátelé jsou vlk obecný, levhart mandžuský, rys, tygr, ale nepřítelem je také člověk.